# Швинкендорф
Швинкендорф (нем. Schwinkendorf) — община в Германии, в земле Мекленбург — Передняя Померания.
Входит в состав района Мюриц. Подчиняется управлению Зеенландшафт Варен. Население составляет 543 человека (на 31 декабря 2010 года). Занимает площадь 28,46 км².

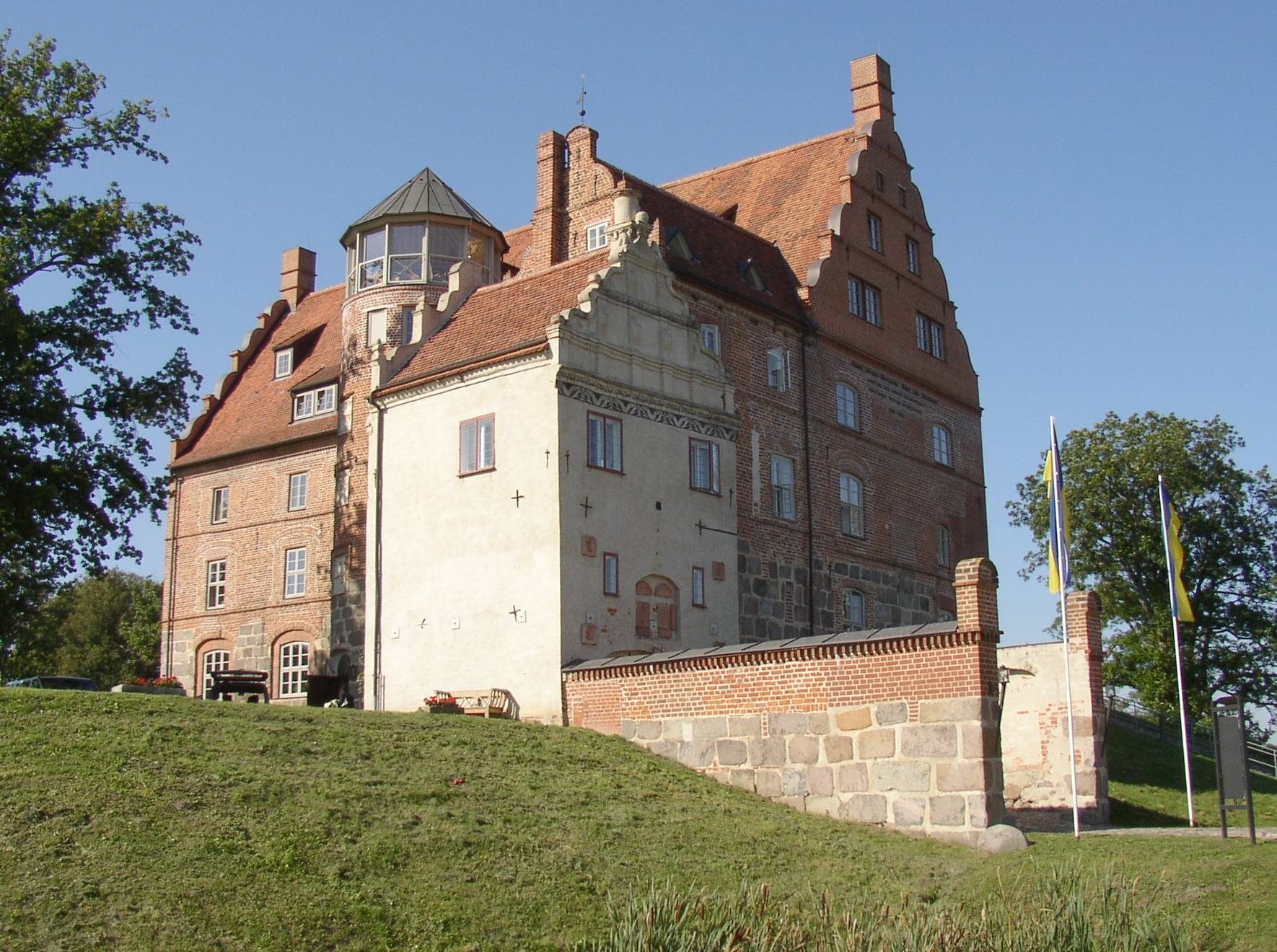
Замок Ульрихшуцен
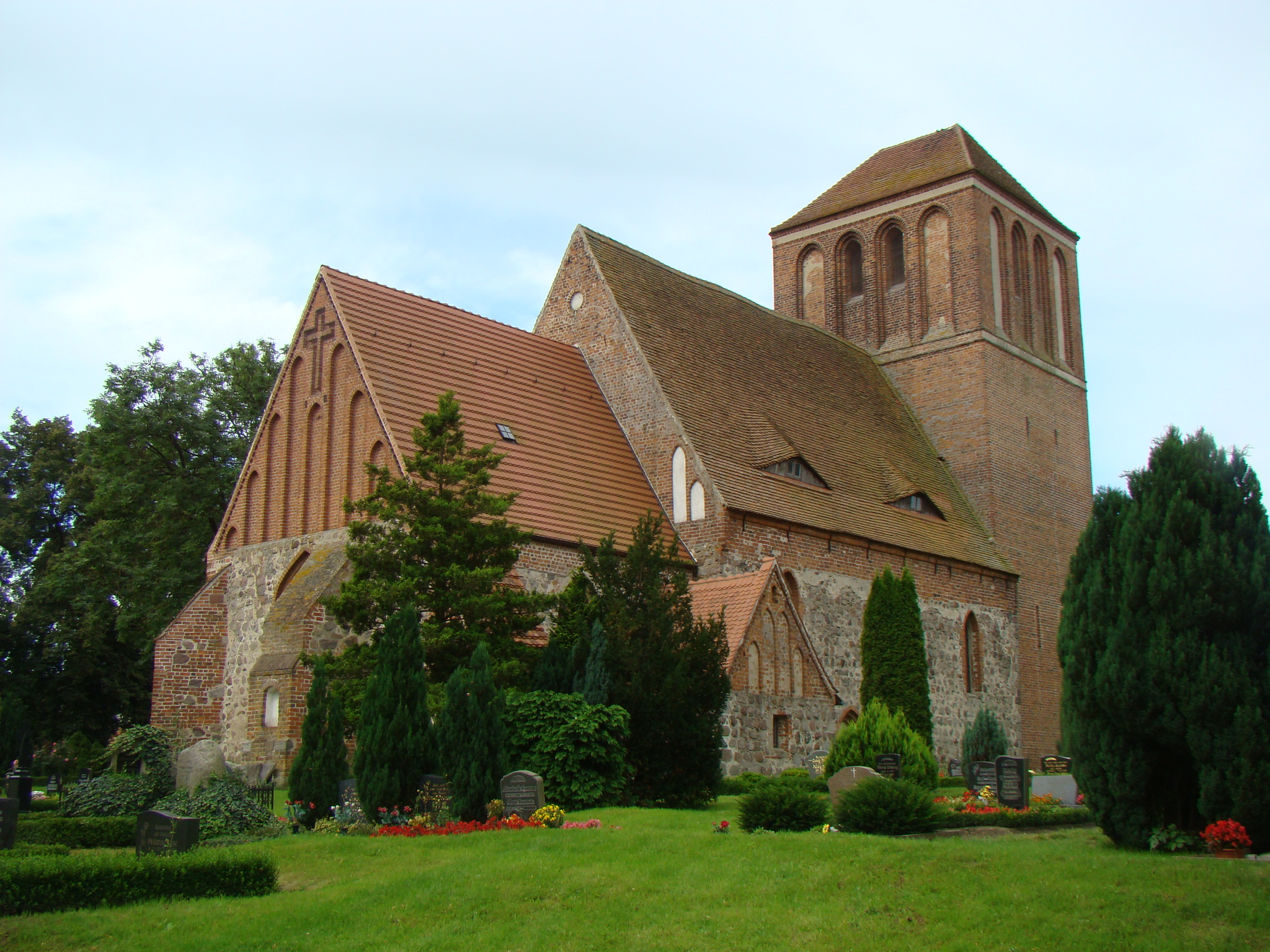
Кирха в Швинкендорф
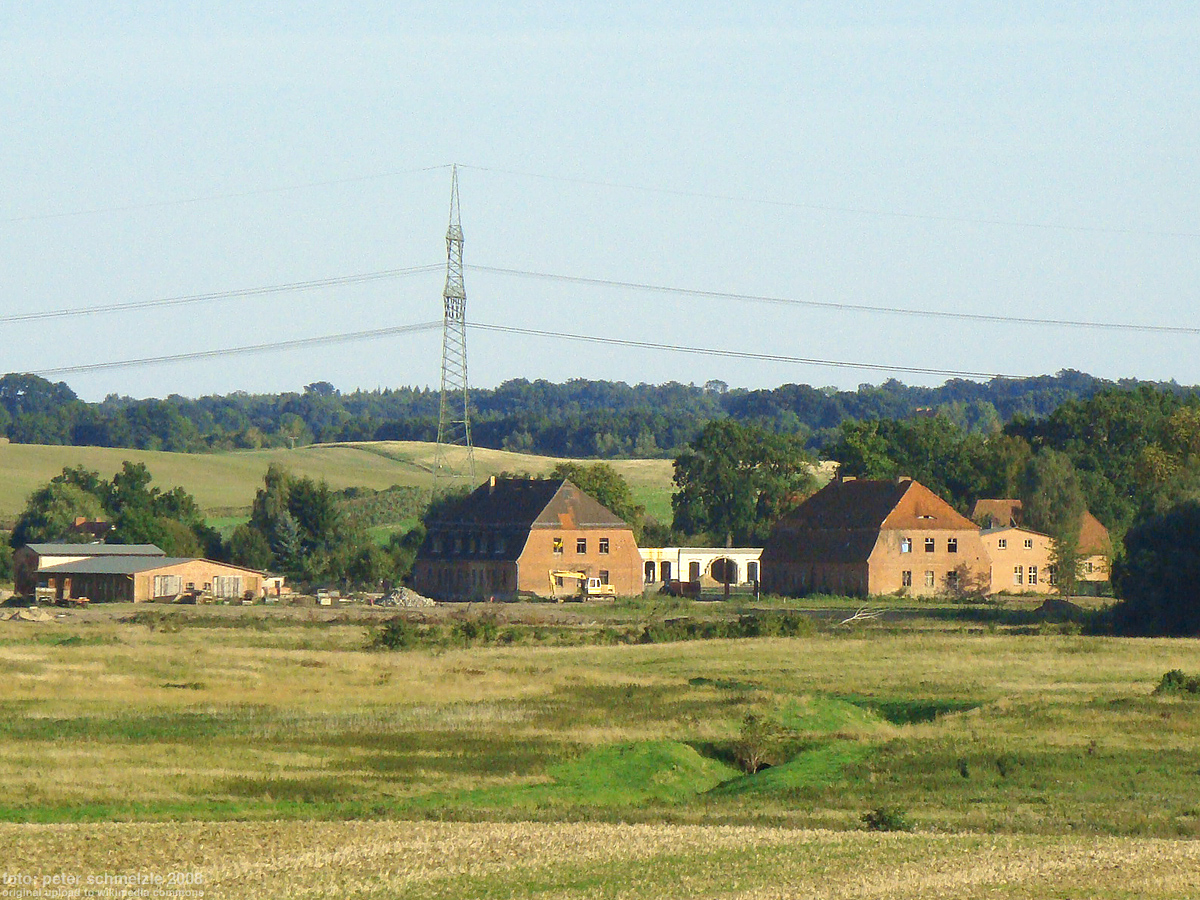